# Frank G. Back
Frank Gerhard Back (geboren 25. August 1902 in Wien, Österreich-Ungarn; gestorben 6. Juli 1983 in San Diego, Kalifornien) war ein Ingenieur.

## Leben
Franz Back wuchs in einer jüdischen Familie auf; er war ein Sohn des Ingenieurs Wilhelm Back und der Maria Lauscher. Seine Mutter wurde im Ghetto Theresienstadt Opfer des Holocaust. Er besuchte die Graphische Lehr- und Versuchsanstalt Wien und studierte ab 1920 an der Technischen Hochschule in Wien, machte 1925 sein Diplom und wurde 1931 promoviert. Von 1929 bis 1938 arbeitete er in Wien als selbständiger beratender Ingenieur. 
Nach dem Anschluss Österreichs an das nationalsozialistische Deutschland flüchtete Back im September 1938 nach Frankreich. Im Sommer 1939 emigrierte er in die USA, wo er als Ingenieur bei verschiedenen Firmen in New York City arbeitete. 1944 gründete er sein Research and Development Laboratory und im folgenden Jahr Zoomar Inc., wo auch Schwager Herbert Lowen arbeitete. Back erfand verschiedene optische Geräte, so u. a. 1948 ein optisch kompensiertes Objektiv für Fernsehkameras und 1959 eines für Spiegelreflexkameras. Voigtländer brachte dann das Zoomar 1:2,8/36-82 mm heraus.
1955 unternahm er eine Expedition zu den Philippinen, um die Sonnenfinsternis am 20. Juni zu beobachten und zu fotografieren. Zuvor hatte er sich bei Albert Einstein († 18. April 1955) erkundigt, welche Daten er für den Beweis der Relativitätstheorie benötigte. 

## Veröffentlichungen
- Has the Earth a Ring Around It?; Ram Press, 1955
- Generalized Theory of Zoomar Systems;
- Performance Testing of Photographic Lenses; (1955) doi:10.1364/JOSA.45.000768